# دانشگاه آزاد اسلامی واحد تهران مرکزی
دانشگاه آزاد اسلامی واحد تهران مرکزی (با نام پیشین دانشگاه آزاد اسلامی واحد تهران)، دانشگاهی غیردولتی در تهران است که موقعیت اصلی و ستادی آن در محله سوهانک قرار دارد. این دانشگاه قدیمی‌ترین و نخستین واحد دانشگاه آزاد اسلامی است که در ۱۰ مرداد سال ۱۳۶۱ آغاز به کار کرد. واحد تهران مرکزی اداره کننده دبیرخانه هیئت امنای دانشگاه آزاد اسلامی استان تهران و شامل ۱۴ دانشکده در ۳ پردیس دانشگاهی در سوهانک، پونک و پیچ شمیران است.

## پیشینه
دانشگاه آزاد اسلامی واحد تهران مرکزی کار خود را از یک ساختمان اجاره‌ای در سال ۱۳۶۱ خورشیدی آغاز کرد. در ۱۰ مرداد ۱۳۶۱ این دانشگاه کار آموزشی خود را با ایجاد ۶ رشته تحصیلی در مقطع کارشناسی و یک رشته در مقطع کاردانی و پذیرش ۲۰۰ دانشجو آغاز کرد. امروزه این دانشگاه دارای ۱۴ دانشکده است که برگزارکننده حدود ۴۸۸ رشته – گرایش تحصیلی در شاخه‌های علوم پایه، فنی و مهندسی، هنر، علوم انسانی و اجتماعی در مقطع‌های کارشناسی، کارشناسی ارشد و دکتری تخصصی است.
این دانشگاه در ۱۵۷ هزار متر مربع فضای آموزشی ایجاد شده است؛ از جمله سه مجتمع دانشگاهی در سوهانک، پونک و پیچ شمیران. ۵۸ آزمایشگاه، ۵۶ کارگاه، ۳ لابراتوار زبان، یک مجموعه ورزشی، ۱۴ کتابخانه، مرکز اطلاع‌رسانی و کتابخانه دیجیتالی از امکانات این دانشگاه هستند. بهره‌مند است. گفته می‌شود این دانشگاه حدود ۵۰ هزار دانشجو، حدود ۱۰۰۰ عضو هیئت علمی و حدود ۱۰۰۰ کارمند دارد.

## پردیس‌ها و دانشکده‌ها
دانشگاه تهران مرکزی دارای ۱۴ دانشکده در ۳ پردیس (مجتمع دانشگاهی) در سوهانک، پونک و پیچ شمیران است.
بخش اداری و ستادی و دانشکده‌های هنر، علوم انسانی و اجتماعی در سوهانک، دانشکده‌های فنی مهندسی، علوم پایه و معماری و شهرسازی در پونک و دانشکده‌های ادبیات و علوم انسانی و زبان‌های خارجی در پیچ شمیران قرار دارند.

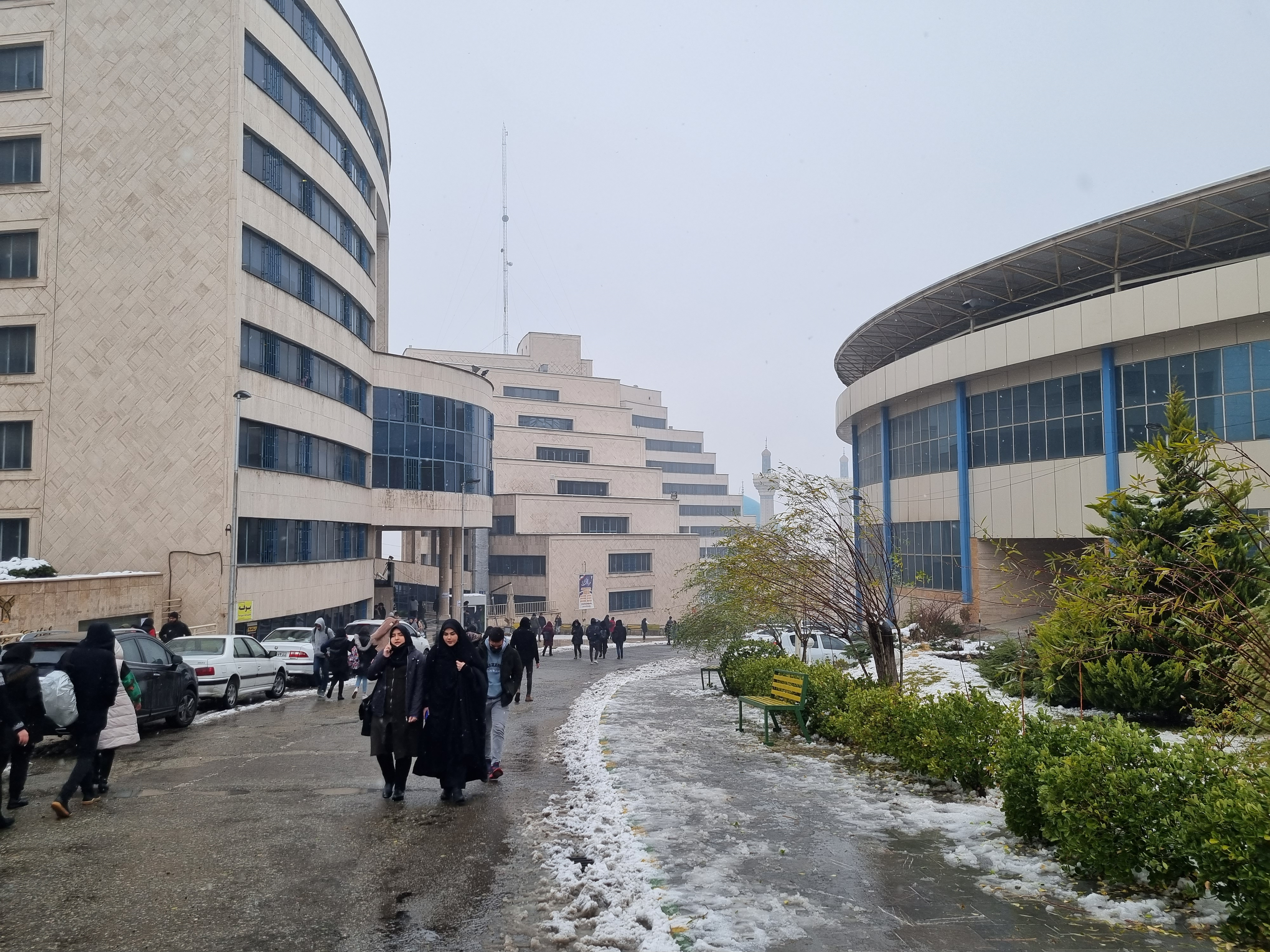
نمایی ساختمان ولایت - دانشگاه آزاد تهران مرکز (سوهانک) - زمستان ۱۴۰۱

### دانشکده‌های پردیس سوهانک
- دانشکده هنر
- دانشکده اقتصاد و حسابداری
- دانشکده مدیریت
- دانشکده روان‌شناسی و علوم تربیتی
- دانشکده علوم اجتماعی، ارتباطات و رسانه
- دانشکده تربیت بدنی و علوم ورزشی
- دانشکده حقوق
- دانشکده علوم سیاسی
- دانشکده بین الملل

### دانشکده‌های پردیس پونک
- دانشکده فنی و مهندسی
- دانشکده مهندسی عمران و منابع زمین
- دانشکده علوم و فناوری های همگرا و کوانتومی
- دانشکده معماری و شهرسازی

### دانشکده‌های پردیس پیچ شمیران
- دانشکده ادبیات و علوم انسانی
- دانشکده زبان‌های خارجی